# Клад Петроасы
Клад Петроасы (рум. Tezaurul de la Pietroasa) — клад золотых  артефактов черняховской культуры, который был найден в 1837 году в Валахии (вблизи современной румынской коммуны Пьетроаселе, жудец Бузэу). Некоторые авторы относят клад к везиготам и датируют 3-й четвертью IV века (зачастую связывая его с именем Атанариха), другие же датируют его 1-й половиной V века и приписывают его сокрытие остготам.
Реставрация предметов в 1838-40, 1867 и 1884 годах далеко не во всём соответствует современным научным представлениям о том, как они выглядели в древности. В 1867 году румынский историк и археолог Александру Одобеску организовал показ клада на Всемирной выставке в Париже. В 1916 году из-за наступления немецких войск казна Национального банка Румынии (включавшая клад Петроасы) была вывезена в Москву. В 1956 году по указанию Никиты Хрущёва клад был возвращён в Румынию.
Клад Петроасы — один из самых ярких примеров полихромного стиля искусства периода миграций. Состоял из двадцати двух предметов, из которых сохранились лишь двенадцать золотых изделий общим весом около 19 кг. Среди них уникальное кольцо с готическими рунами, патера, ойнохоя, чаши, гривны, 4 фибулы. Клад хранится в Национальном музее истории Румынии в Бухаресте.
- Фибула в виде орла
- Золотое блюдо (патера): в середине — сидящая женская фигура с сосудом в руках
- Драгоценная чаша
- Фрагмент кольца с рунической надписью
- Ойнохойя